# La Sirène (Camille Claudel)
Pour les articles homonymes, voir La Sirène.
La Sirène ou La Joueuse de flûte est une statue créée par la sculptrice française Camille Claudel vers 1905. Elle représente une jeune femme nue assise, une flûte au bout des lèvres. L'un des six bronzes édités est conservé au musée Camille-Claudel de Nogent-sur-Seine, dans l'Aube.